# Fialida

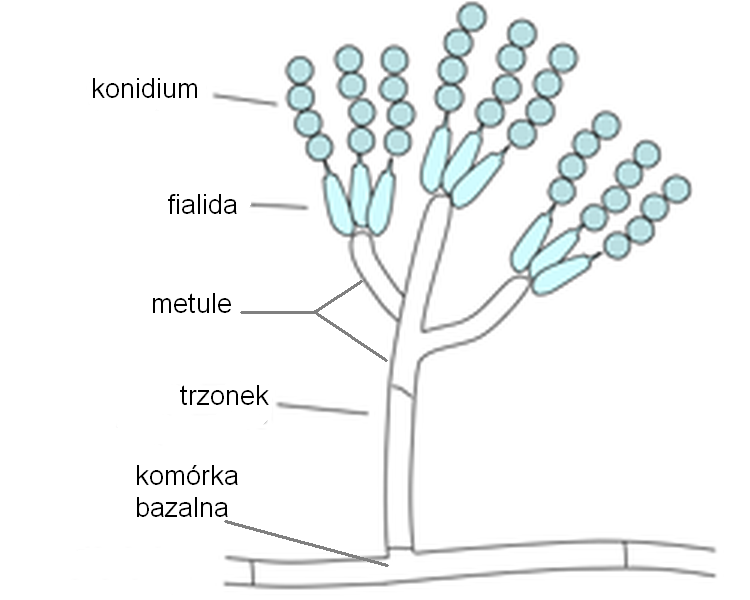
Konidiofor u Penicillium. Na fialidach powstają łańcuszki konidiów

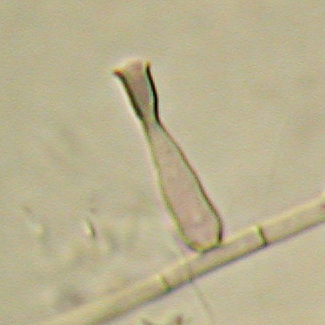
Fialida u Phialophora verrucosa

Fialida – u grzybów jest to znajdujący się na końcu strzępki specjalny rodzaj komórki konidiotwórczej z otwartym końcem, przez który wydostają się wytworzone w niej zarodniki konidialne. Nazwa pochodzi z języka greckiego (phiale – mała butelka, słój). Fialida to komórka, która po osiągnięciu określonego wzrostu nie rośnie już dalej, lecz zaczyna wytwarzać zarodniki. Wyróżnia się dwa rodzaje fialid:
- monofialida – posiada jedno tylko miejsce tworzenia zarodników, przeważnie na szczycie fialidy,
- polifialida – posiada kilka miejsc tworzenia zarodników.

Konidia powstające w fialidach mogą odrywać się pojedynczo (np. u Acremonium), tworzyć łańcuszki (np. u Penicillium) lub główkowate skupiska (np. u Aspergillus).
Fialidy najczęściej mają banieczkowaty lub butelkowaty kształt. Po oddzieleniu się konidiów od fialidy pozostaje na niej ślad w postaci pierścienia, otoczony wyraźnym kołnierzykiem, sama fialida zaś nieco wydłuża się. Budowa fialid, rodzaj pozostawionego śladu i kołnierzyka, a także sposób konidiogenezy są ważnymi cechami przy mikroskopowym oznaczaniu wielu gatunków grzybów.
Powstające w fialidach konidia nazywane bywają fialokonidiami lub fialosporami.
Zredukowana forma fialidy wyrastająca ze strzępki bez przegrody u podstawy to adelofialida (adelophialide). Występuje np. u rodzajów Phialemonium i Lecythophora.